# Parasipyloidea montana
Parasipyloidea montana är en insektsart som beskrevs av Ludwig Redtenbacher 1908. Parasipyloidea montana ingår i släktet Parasipyloidea och familjen Diapheromeridae. Inga underarter finns listade i Catalogue of Life.